# HMS Kingcup (K33)
HMS Kingcup (K33) je bila korveta razreda flower Kraljeve vojne mornarice, ki je bila operativna med drugo svetovno vojno.

## Zgodovina
Ladjo so 31. julija 1946 prodali in jo nato že naslednje leto ponovno prodali; tokrat so jo preuredili v trgovsko ladjo in jo preimenovali v Rubis. Leta 1954 je bila ponovno prodana in preimenovana v Seislim. Ladjo so nato leta 1959 razrezali v Hendrik-Ido-Ambachtu.